# 卡澤諾維亞 (紐約州)
卡澤諾維亞（英語：Cazenovia）是一個位於美國紐約州麥迪遜縣的鎮。

## 人口
根據2020年美國人口普查的數據，卡澤諾維亞的面積為134.14平方千米，當中陸地面積為129.35平方千米，而水域面積為4.79平方千米。當地共有人口6740人，而人口密度為每平方千米50人。